# Lords of the Realm
Lords of the Realm är en serie datorspel bestående av tre versioner; Lords of the Realm I, Lords of the Realm II och Lords of the Realm III. Spelutvecklare är Impressions Games. Spelet går ut på att man som härskare tar kontrollen över några landskap i ett medeltida land. Samtidigt finns andra härskare i detta land, och den vinner spelet som utnyttjar sina resurser bäst och därigenom lyckas utplåna samtliga andra härskare för att ensam bli herre över landet i fråga. Spelet är turordningsbaserat.

## Spel i serien
- Lords of the Realm (1994), släppt till DOS, Amiga, Windows, Mac
- Lords of the Realm II
- Lords of the Realm III